# Podzol

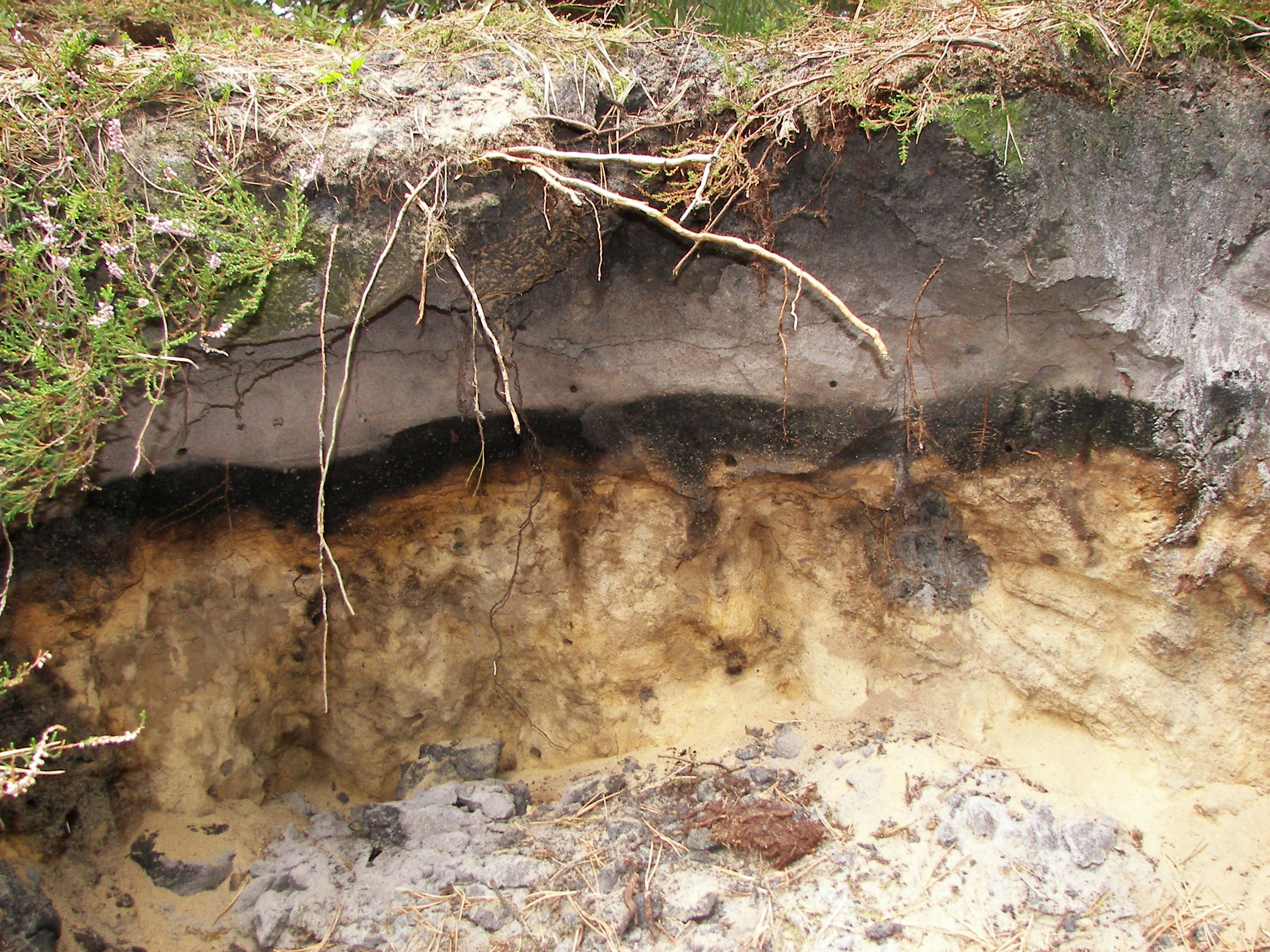
Een podzol op de Lüneburger Heide (Duitsland)

Podzol is een bodemtype dat veelvuldig voorkomt in de schrale dekzandgronden in Noord-Europa, waar een neerslagoverschot heerst. De naam is van Russische oorsprong: pod betekent "onder" en zola betekent "as". De naam is afgeleid van de grijze (en dus askleurige) uitspoelingslaag die in veel podzolgronden goed zichtbaar is.
Podzolen worden in bodemclassificatiesystemen vaak op het hoogste niveau onderscheiden. In het Amerikaanse classificatiesysteem heten ze spodosol. In de Nederlandse classificatie worden ze podzolgronden genoemd.

## Eigenschappen
Een podzolbodemprofiel is herkenbaar door een toplaag van humusrijke grond, waaronder een bleekgrijze (uitspoelings)laag, daaronder een donkere (inspoelings)laag en geheel onderop de oorspronkelijke bodem.
Een podzol is ontstaan door een eeuwenlang proces van uitspoeling en inspoeling in leemarm dekzand. Het dekzand is tijdens de laatste ijstijd door de wind als een metersdikke deken afgezet. Als gevolg van het vochtiger wordende klimaat raakte Noord-Europa bedekt met bos. Afgestorven plantenmateriaal werd door organismen afgebroken tot humus en deze werd door bodemorganismen door de bovenste decimeters van de grond gemengd. Deze bovengrond (A-horizont) kreeg hierdoor een steeds donkerder kleur. In de loop van de tijd kwam een natuurlijk verzuringsproces op gang, waardoor een deel van de humus oplosbaar werd en met het infiltrerende regenwater de grond inspoelde. Op hun weg naar beneden namen de humuszuren alle ijzer- en aluminiumverbindingen mee, die als verweringshuidjes om de dekzandkorrels zaten, waardoor uiteindelijk alleen de naakte kwartskorrels overbleven. Op deze manier ontstond een askleurige uitspoelingslaag (E-horizont). De humuszuren en meegevoerde ijzer- en aluminiumverbindingen zijn op enige diepte neergeslagen rondom en tussen de dekzandkorrels, waardoor een donkere inspoelingslaag (B-horizont) is ontstaan.
De niet in dit proces betrokken onderlaag wordt de C-laag genoemd.
Wanneer de donkere inspoelingslaag licht is ontwikkeld, kan men spreken van een haarpodzol (dunne bruine laagjes). Bij een veldpodzol staat de uitspoeling centraal. Wordt het ijzer niet (alleen) naar diepere lagen (B-horizont) afgevoerd, maar ook zijdelings in de richting van een beekdal, dan kunnen daar onder invloed van een wisselende grondwaterspiegel gleyverschijnselen optreden. De voor gley kenmerkende roestvlekken kunnen uitgroeien en verharden tot ijzeroerbanken.

## Verspreiding van podzols

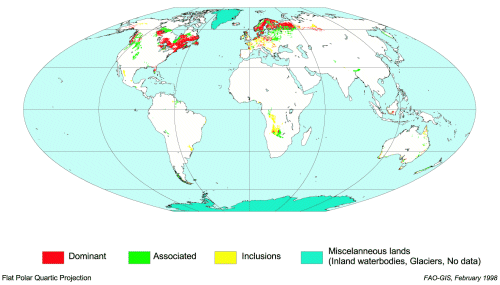
Voorkomen van Podzols